# Glasco (Kansas)
Glasco es una ciudad ubicada en el de condado de Cloud en el estado estadounidense de Kansas. En el año 2010 tenía una población de 498 habitantes y una densidad poblacional de 622,5 personas por km².

## Geografía
Glasco se encuentra ubicada en las coordenadas 39°21′39″N 97°50′13″O / 39.36083, -97.83694 (39.360724, -97.836974).

## Demografía
Según la Oficina del Censo en 2000 los ingresos medios por hogar en la localidad eran de $26,250 y los ingresos medios por familia eran $31,071. Los hombres tenían unos ingresos medios de $22,422 frente a los $20,625 para las mujeres. La renta per cápita para la localidad era de $14,875. Alrededor del 16.5% de la población estaban por debajo del umbral de pobreza.